# Afzelia
Genre
Classification phylogénétique
Synonymes
- Pahudia Miquel[2]
- Afrafzelia Pierre[3]

Afzelia est un genre de plantes à fleurs dicotylédones de la famille des Fabaceae, sous-famille des Caesalpinioideae, originaire des régions tropicales d'Afrique et d'Asie, qui comprend 12 espèces acceptées.
Ce sont des arbres qui atteignent une hauteur moyenne de 15 à 25 mètres, au tronc d'un diamètre moyen de 90 cm, soutenu par des contreforts de 1 à 1,5 m de hauteur.
Les différentes espèces fournissent des bois d'œuvre appréciés, par exemple le doussié (Afzelia africana).

## Distribution et habitat
L'aire de répartition du genre Afzelia s'étend dans les régions tropicales d'Afrique et d'Asie du Sud-Est :  
- Sept espèces sont originaires d'Afrique, principalement d'Afrique centrale-occidentale dans la zone guinéo-congolaise et secondairement d'Afrique orientale avec une espèce dans la région soudanienne et une dans la région allant du Zambèze à la Somalie.
- Quatre espèces sont originaires de l'Asie du Sud-Est (deux de l'Indochine au sud de la Chine et deux en Malaisie)[3].

Ces arbres se rencontrent dans les forêts pluviales et les  forêts saisonnièrement sèches des basses terres tropicales, ainsi que dans les broussailles et fourrés.

## Liste d'espèces
Selon The Plant List (1 septembre 2018) :
- Afzelia africana Pers.
- Afzelia bella Harms
- Afzelia bipindensis Harms
- Afzelia bracteata Benth.
- Afzelia javanica (Miq.) J.Leonard
- Afzelia martabanica (Prain) J.Leonard
- Afzelia pachyloba Harms
- Afzelia parviflora (Vahl) Hepper
- Afzelia peturei De Wild.
- Afzelia quanzensis Welw.
- Afzelia rhomboidea (Blanco) S.Vidal
- Afzelia xylocarpa (Kurz) Craib

## Espèces menacées
5 espèces du genre Afzelia sont inscrites dans la liste rouge de l'UICN (Union internationale pour la conservation de la nature). 4 espèces (Afzelia africana, Afzelia bipindensis, Afzelia pachyloba, Afzelia rhomboidea, ) sont considérées comme « vulnérables » (VU) et 1 (Afzelia xylocarpa) comme « en danger d'extinction » (EN).